# ژان ماری ناجومبه
ژان ماری ناجومبه (انگلیسی: Jean-Marie Nadjombe؛ زادهٔ ۶ سپتامبر ۲۰۰۱) بازیکن فوتبال است.
وی همچنین در تیم ملی فوتبال توگو بازی کرده‌است.